# 402-es busz
A 402-es jelzésű autóbusz Budapest, Stadion autóbusz-pályaudvar és Tura, vasútállomás között közlekedik. A járatot a MÁV Személyszállítási Zrt. üzemelteti.

## Megállóhelyei
| 0                             | Budapest, Stadion autóbusz-pályaudvar végállomás    | 38 | 1, 1A 73, 75, 77, 80 95, 130, 195 396, 397, 398, 399, 400, 410, 412, 414, 422, 424, 430, 432, 434, 435, 436, 437, 438, 439, 440, 441, 442, 485, 486 1020, 1021, 1024, 1031, 1034, 1037, 1039, 1040, 1044, 1045, 1046, 1049, 1050, 1052, 1053, 1054, 1060, 1063, 1066, 1067, 1068, 1069, 1070, 1075, 1076, 1077, 1078 |
| 1                             | Budapest, Kacsóh Pongrác út                         | 37 | 1, 1A, 3, 69 72, 74, 74A, 82 25, 32, 225 396, 397, 398, 399, 412, 414, 422, 424, 432, 434, 435, 436, 437, 438, 439, 442 1020, 1021, 1024, 1031, 1034, 1037, 1039, 1040, 1044, 1045, 1046, 1049, 1050, 1052, 1053, 1054, 1063, 1066, 1067, 1068, 1069, 1076                                                           |
| 2                             | Budapest, Szerencs utca                             | 36 | 96, 124, 225, 296, 296A 396, 397, 398, 399, 412, 414, 422, 424, 432, 434, 435, 436, 437, 438, 439, 442 1020, 1021, 1024, 1031, 1034, 1037, 1039, 1040, 1044, 1045, 1046, 1049, 1050, 1052, 1053, 1054, 1063, 1066, 1067, 1068, 1069, 1076                                                                            |
| Budapest közigazgatási határa |                                                     |    | |
| 3                             | Gödöllő, Haraszti út                                | 35 | 412, 422, 442, 450, 451, 452, 453, 454, 455, 464 1052, 1076 |
| 4                             | Gödöllő, Idősek Otthona                             | 34 | 412, 422, 432, 442, 450, 451, 452, 453, 454, 455, 464 1052, 1076 |
| 5                             | Gödöllő, Széchenyi István utca                      | 33 | 412, 422, 432, 442, 450, 451, 452, 453, 454, 455, 464 1052, 1076 |
| 6                             | Gödöllő, szökőkút                                   | 32 | 317, 324, 412, 422, 432, 442, 446, 447, 448, 450, 451, 452, 453, 454, 455, 464, 466, 470, 471, 472, 473, 474, 475, 476, 477, 478, 479 1052, 1076 |
| 7                             | Gödöllő, autóbusz-állomás                           | 31 | 317, 324, 404, 405, 406, 407, 410, 412, 422, 426, 430, 432, 440, 441, 442, 444, 446, 447, 448, 450, 451, 452, 454, 455, 461, 463, 464, 465, 466, 468, 469, 470, 471, 472, 473, 474, 475, 476, 477, 478, 479 1040, 1049, 1052, 1076, 1077, 1078                                                                       |
| 8                             | Gödöllő, Egyetem                                    | 30 | 404, 405, 406, 407, 410, 412, 422, 426, 430, 432, 461, 463, 468, 469, 470, 471, 472, 474 |
| 9                             | Gödöllő, Máriabesnyő vasúti megállóhely bejárati út | 29 | 404, 405, 406, 407, 410, 412, 422, 426, 430, 432, 461, 463, 469, 474 S80 InterRégió |
| 10                            | Domonyvölgy                                         | 28 | 404, 405, 406, 407, 410, 412, 422, 426, 430, 432, 461 1040, 1049, 1052 |
| 11                            | Bagi elágazás                                       | 27 | 404, 405, 406, 407, 408, 409, 410, 412, 422, 424, 426, 430, 432, 434, 435, 436, 437, 438, 439, 458, 461 1040, 1049, 1052 |
| 12                            | Bag, Dózsa György út 8.                             | 26 | 404, 405, 406, 407, 408, 409, 424, 434, 435, 436, 437, 438, 439, 458 S80 InterRégió |
| 13                            | Bag, Malom vendéglő                                 | 25 | 400, 404, 405, 406, 407, 408, 409 |
| 14                            | Bag, kultúrház                                      | 24 | 400, 404, 405, 406, 407, 408, 409 |
| 15                            | Bag, községháza                                     | 23 | 400, 404, 405, 406, 407, 408, 409 |
| 16                            | Bag, 3-as km-kő                                     | 22 | 400, 404, 405, 406, 407, 408, 409 |
| 17                            | Hévízgyörk, gyógyszertár                            | 21 | 400, 404, 405, 406, 407, 408, 409 |
| 18                            | Hévízgyörk, községháza                              | 20 | 400, 404, 405, 406, 407, 408, 409 |
| 19                            | Hévízgyörk, posta                                   | 19 | 400, 404, 405, 406, 407, 408, 409 |
| 20                            | Hévízgyörk, Hajnal utca                             | 18 | 400, 404, 405, 406, 407, 408, 409 |
| 21                            | Galgahévíz, 7-es km-kő                              | 17 | 400, 404, 405, 406, 407, 408, 409 |
| 22                            | Galgahévíz, kegyeleti park                          | 16 | 400, 404, 405, 406, 407, 408, 409 |
| 23                            | Galgahévíz, községháza                              | 15 | 400, 404, 405, 406, 407, 408, 409 |
| 24                            | Galgahévíz, Ady Endre utca                          | 14 | 400, 404, 405, 406, 407, 408, 409 |
| 25                            | Galgahévíz, Fő út 289.                              | 13 | 400, 404, 405, 406, 407, 408, 409 |
| 26                            | Tura, Galgahévízi utca 2.                           | 12 | 400, 404, 405, 406, 407, 408, 409 |
| 27                            | Tura, József Attila utca                            | 11 | 400, 404, 405, 406, 407, 408, 409 |
| 28                            | Tura, Magdolna utca                                 | 10 | 400, 404, 405, 406, 407, 408, 409 |
| 29                            | Tura, Tabán út                                      | 9  | 400, 404, 405, 406, 407, 408, 409 |
| 30                            | Tura, Sport utca                                    | 8  | 400, 404, 405, 406, 407, 408, 409 |
| 31                            | Tura, Arany János utca*                             | 7  | 400, 404, 405, 408, 409, 445 |
| 32                            | Tura, Zsámboki utca autóbusz-forduló*               | 6  | 400, 404, 405, 408, 409, 445 |
| 33                            | Tura, Arany János utca*                             | 5  | 400, 404, 405, 408, 409, 445 |
| 34                            | Tura, Gábor Áron utca                               | 4  | 400, 404, 405, 406, 407, 408, 409, 445 |
| 35                            | Tura, hatvani útelágazás                            | 3  | 400, 404, 405, 406, 407, 408, 409, 445 |
| 36                            | Tura, vasútállomás elágazás                         | 2  | 400, 404, 405, 408, 445 |
| 37                            | Tura, Éva utca                                      | 1  | 400, 404, 405, 408, 445 |
| 38                            | Tura, vasútállomás végállomás                       | 0  | 400, 404, 405, 408, 445 S80 G80 InterRégió |

*Zsámboki utcai autóbusz-fordulót csak néhány járat érinti.